# Maestras Pías Venerinas
El Instituto de las Maestras Pías Venerinas (en latín: Institutum Magistrarum Piarum Venerini) es una congregación religiosa católica femenina, de vida apostólica y de derecho pontificio, fundada por la religiosa italiana Rosa Venerini, en Montefiascone, en 1692. A las religiosas de este instituto se les conoce como maestras pías venerinas y posponen a sus nombres las siglas M.P.V.

## Historia

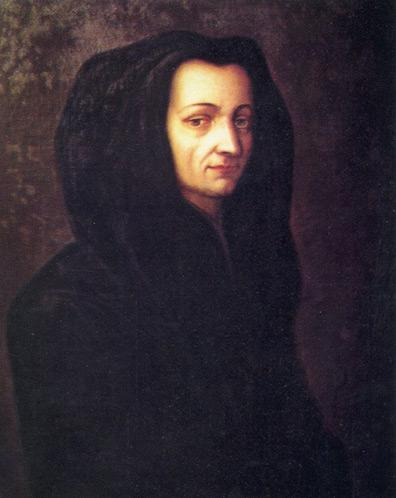
Rosa Venerini (1656-1728), fundadora de la congregación, es venerada como santa en la Iglesia católica.

La congregación surge por iniciativa del cardenal Marcantonio Barbarigo, obispo de Montefiascone, en 1692, cuando abrió una escuela para las niñas de su diócesis, con la ayuda de Rosa Venerini, considerada por el instituto la fundadora. La primera casa escuela se abrió en Viterbo. De esta congregación nace la rama fundada por Lucía Filippini, en 1707, conocidas como las Maestras Pías Filipenses.
El 21 de julio de 1923 el instituto fue reconocido como congregación religiosa de derecho diocesano y el 13 de junio de 1926, fueron elevadas al grado de instituto pontificio, por el papa Pío XI.

## Organización
El Instituto de las Maestras Pías Venerinas es una congregación religiosa de derecho pontificio, internacional y centralizada, cuyo gobierno es ejercido por una superiora general. La sede central se encuentra en Roma.
Las maestras pías venerinas se dedican a la educación e instrucción cristiana de la juventud. En 2017, el instituto contaba con 390 religiosas y 67 comunidades, presentes en Albania, Brasil, Camerún, Chile, India, Nigeria, Italia, Rumania, Venezuela y Estados Unidos.